# Shinjo (Yamagata)
Shinjō (Japans: 新庄市, Shinjō-shi) is een stad in de prefectuur Yamagata in het noorden van Honshu, Japan. De stad heeft een oppervlakte van 223,08 km² en medio 2010 bijna 39.000 inwoners. De rivier Mogami loopt door de stad die westelijk ligt van het Ōu-gebergte.

## Geschiedenis
Shinjō werd op 1 april 1949 een stad (shi).
Zowel op 1 april 1955 als op 30 september 1956 is er nog een dorp aan Shinjō toegevoegd.

## Verkeer
Shinjō ligt aan de Yamagata-shinkansen, de Ōu-hoofdlijn en aan de oostelijke en westelijke Rikū-lijn van de East Japan Railway Company.
Shinjō ligt aan de Tōhoku Chūō-snelweg en aan de autowegen 13, 47 en 458.

## Shinjō Matsuri
Een van de belangrijkste festivals van de Yamagata prefectuur is het Shinjō-festival. Sinds 1755 wordt dit festival jaarlijks eind augustus gevierd. Van oorsprong was het een feest aangeboden door de lokale daimyo als opsteker na een slechte oogst. Tegenwoordig omvat dit festival traditionele dans, het naspelen van de eerste "daimyo parade", straatverkoop en de Yattai parade.
De Yattai parade is het eerste evenement van het Shinjō-festival. Iedere wijk van de stad bouwt een praalwagen met grote, levendige scènes uit de geschiedenis, folklore of sprookjes. Kinderen trekken deze wagens gedurende de drie dagen en avonden van het festival, gevolgd door traditionele bands met taiko trommels, bekkens, shamisen en Japanse fluit. De handen, voeten en gezichten van de figuren op de praalwagens hebben een traditioneel Noh-ontwerp. Na de jurering van de praalwagens worden de drie winnaars tentoongesteld bij het stadion en het centrum voor stadsgeschiedenis; de rest wordt afgebroken.

## Aangrenzende steden
- Yuzawa

## Geboren in Shinjō
- Kuniaki Koiso (politicus)
- Yoshihiro Togashi (mangaka)